# القروض الخارجية

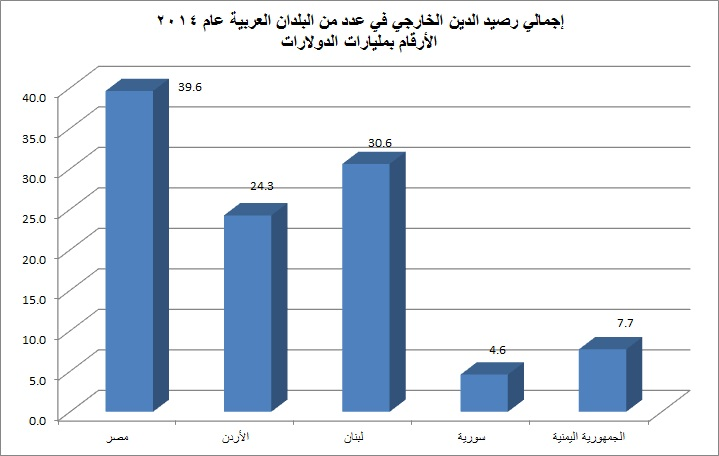
إجمالي رصيد الدين الخارجي في عدد من البلدان العربية.

القروض الخارجية هي تلك المبالغ التي اقترضها اقتصاد قومي ما، والتي تزيد مدة القرض فيها عن سنة واحدة، وتكون مستحقة الأداء للجهة المقرضة عن طريق الدفع بالعملات الأجنبية أو عن طريق تصدير السلع والخدمات إليها، ويكون الدفع إما عن طريق الحكومات الوطنية أو الهيئات الرسمية المتفرعة عنها، أو عن طريق الهيئات العامة الرسمية الضامنة لالتزامات هؤلاء الأفراد والمؤسسات الخاصة.
إن ظاهرة الاقتراض الخارجي قديمة العهد، حيث ارتبطت بالتبادل الدولي، ولم تكن مشكلة المديونية تتعدى آنذاك حدود الدائن والمدين، وكانت تنتهي بالسداد أو بالاحتلال العسكري.

## تعريف القروض الخارجية
تكونت سنة 1984 مجموعة عمل تضم كل من صندوق النقد الدولي، والبنك الدولي، ومنظمة التعاون والتنمية الاقتصادية، وبنك التسويات الدولية، قامت بوضع تعريف أشمل للمديونية الخارجية وقد نص على أن «إجمالي الديون الخارجية في تاريخ معين يكون مساوياً إلى مبلغ الالتزامات التعاقدية الجارية التي تؤدي إلى تسديدات مقيمي بلد ما، تجاه غير المقيمين به، ويشمل حتمية تسديد أصل الديون مرفقاً بالفوائد أو من دونها، أو دفع الفوائد مع أو بدون تسديد مبلغ الأصل».
كما يعرف البنك الدولي القروض الخارجية بأنها «الدين الذي تبلغ مدة استحقاقه الأصلية أو المحددة أكثر من سنة واحدة، وهو مستوجب لأفراد أو لهيئات من غير المقيمين ويسدد بعملات أجنبية أو بسلع وخدمات».

## تصنيف القروض الخارجية
تصنف القروض الخارجية إلى ثلاثة أنواع:
1. القروض الحكومية (الرسمية): القروض التي تمنح من طرف حكومة أجنبية إلى حكومة أخرى.
2. القروض المتعددة الأطراف: تمنح من طرف منظمات دولية.
3. القروض الخاصة: التي تمنحها بنوك أجنبية خاصة إلى حكومة ما أو إلى مؤسسة عمومية أو خاصة أو إلى البنوك.

## أعباء القروض الخارجية
القروض الخارجية لا بد وأن تسدد وفق بنود مكتوبة في العقد، وهي تشكل الالتزامات الواجب الوفاء بها على مدى فترة القرض المتفق عليها، قد تكون الديون قصيرة المدى وهي التي لا تزيد مدتها عن سنة واحدة، أو قد تكون متوسطة (أكثر من سنة إلى أقل من سبعة سنوات)، أو طويلة المدى يصل في بعض الأحيان إلى أكثر من عشرين سنة.
ويجب على الدول المدينة قبل اتخاذ القرارات الخاصة بعقد القروض، أن تدرس بدقة العبء الذي سينشأ عنها، وكذلك مدى قدرة الدولة على الوفاء وتغطية الأعباء الناشئة عن التمويل الخارجي في السنوات المقبلة، والمتمثلة في الأقساط المدفوعة والمتفق عليها في العقد للجهة الدائنة، والتي تتضمن:
- مدفوعات الفوائد.
- مدفوعات أصل الدين.

تتمثل مدفوعات الفائدة على القرض في مبالغ محددة ومتفق عليها في العقد بين الطرفين (الدائن والمدين)، وتتفاوت القروض الخارجية في مدى عبء هذه المدفوعات طبقا لنوعية القروض المتعاقد عليها ومنه يمكن أن نفرق بين نوعين من القروض، فهناك القروض الصعبة والتي تتميز بسعر الفائدة المرتفع وقصر مدتها، وبالتالي يكون عبء خدمة ديونها مرتفعا جدا. أما النوع الثاني، فهو عبارة عن القروض السهلة التي تتسم بانخفاض سعر فائدتها وبطول مدة السداد.

ومهما يكون نوع القروض الممنوحة فالدولة المدينة مطالبة بتسديد التزاماتها، ولتمكن من ذلك ينبغي أن يكون الميزان التجاري للدولة يسجل فائضاً كافياً، وهذا يعني وجود رصيد من العملة الصعبة يكفي لتسديد ما عليها من التزامات تجاه الدول الدائنة لها، ولهذا يجب أن تلعب سياسة الاقتراض الخارجي دوراً هاماً في تحقيق هذا الفائض، ويمكن أن يتم ذلك من خلال ترشيد زيادة الصادرات والتقليل من الواردات خاصة الاستهلاكية منها، وإلا واجهت هذه الدولة صعوبات كبيرة في ميزان مدفوعاتها.

## اقرأ أيضاً
- مصرف مركزي
- تضخم اقتصادي
- احتياطي النقد الأجنبي
- السياسة الاقتصادية